# Linnéstadens bibliotek
Linnéstadens bibliotek är ett folkbibliotek i stadsdelen Masthugget i stadsdelsnämndsområdet Majorna-Linné i Göteborg. Biblioteket ligger sedan våren 2016 på Första Långgatan 28A. Det låg tidigare på Tredje Långgatan 16, i den gamla brandstationens lokaler. På Linnéstadens bibliotek kan man låna böcker för barn, ungdomar och vuxna. Dessutom kan man låna läsa tidningar och tidskrifter, surfa på Internet, använda datorer för ordbehandling, kopiera och scanna.

Biblioteket har en rad olika program utanför sin ordinarie verksamhet såsom program för seniorer, dels familjeprogram, själva eller i samarbete med andra aktörer. 

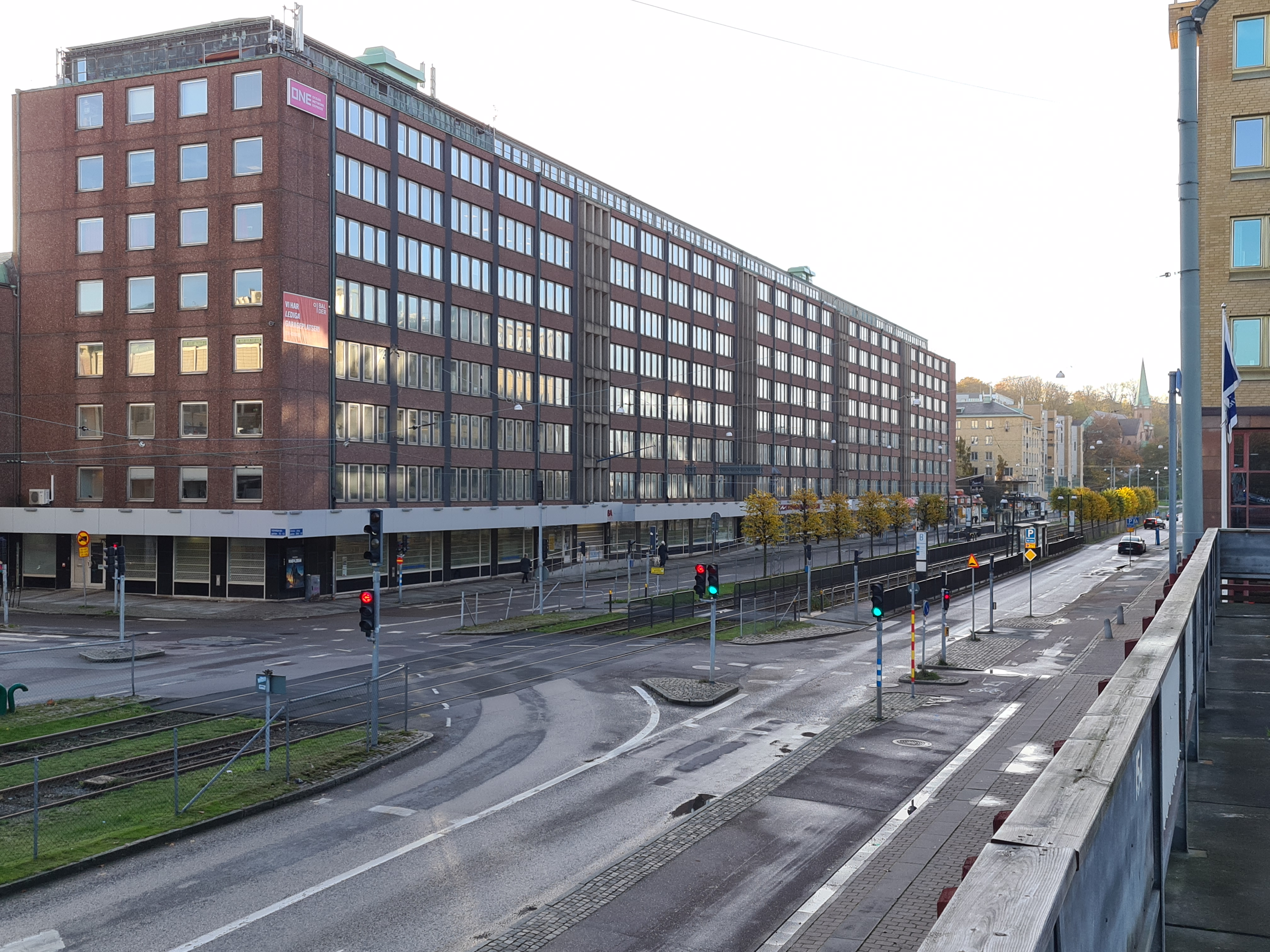
Linnéstadens bibliotek ligger på bottenvåningen i byggnaden.
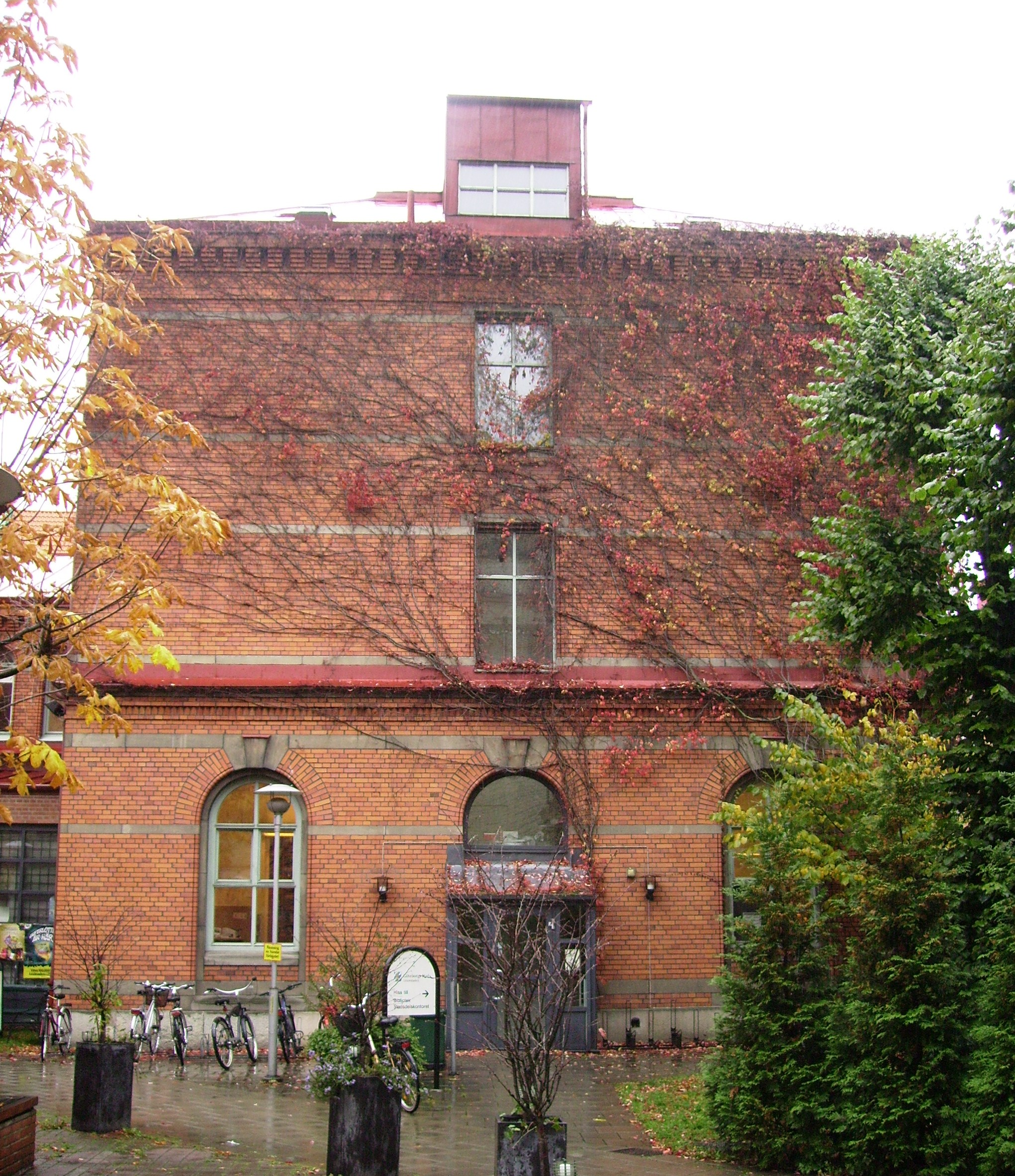
Bibliotekets gamla huvudingång, då det låg på Tredje Långgatan.